# Roman Opałka

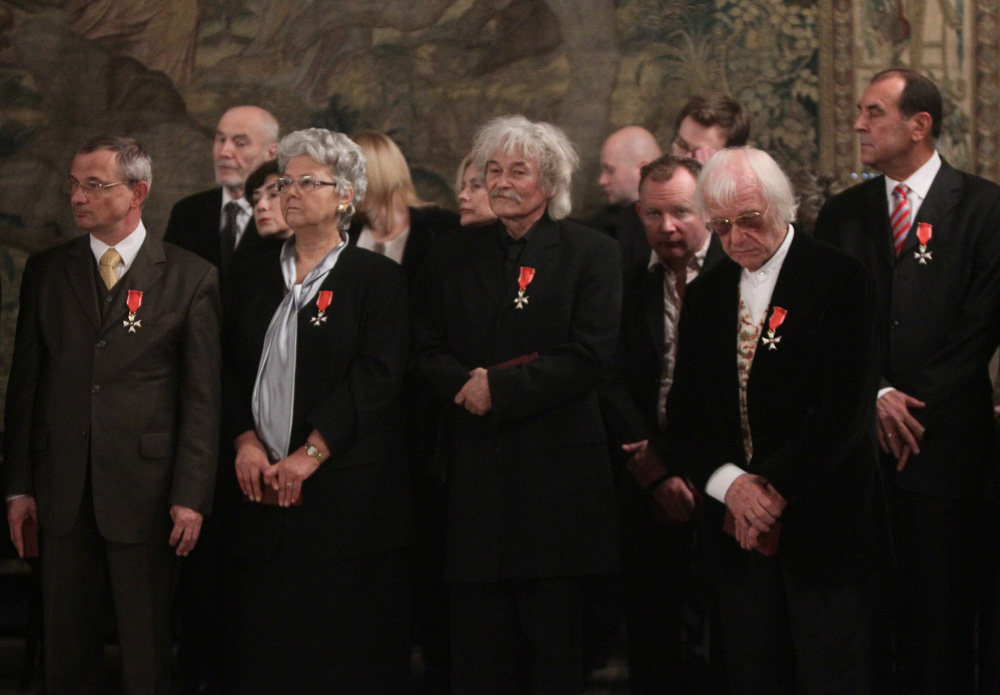
Roman Opałka (drugi od prawej) podczas uroczystości wręczenia odznaczeń ludziom kultury na Wawelu (17 stycznia 2011)

Roman Opałka (ur. 27 sierpnia 1931 w Abbeville-Saint-Lucien, zm. 6 sierpnia 2011 w Rzymie) – polski malarz i grafik, brat Henryka Opałki. Tworzył w nurcie konceptualizmu.
Od 1977 roku aż do śmierci mieszkał we Francji.

## Życiorys
W 1956 roku ukończył Akademię Sztuk Pięknych w Warszawie.
W 1968 stworzył cykl Opisanie świata, nawiązujący do motywów biblijnych.
Jego najbardziej rozpoznawalnym dziełem jest cykl OPALKA 1965 /1 – ∞, nazywany przez artystę i krytyków Programem.  Artysta białą farbą zapisywał na płótnie szeregi liczb; początkowo robił to na czarnym płótnie, zmienił je następnie na szare, i, od 1972, stopniowo rozjaśniał używane tło. Każdą liczbę dodatkowo wymawiał, nagrywając ją na magnetofon, a do skończonego obrazu dodawał swoje aktualne zdjęcie. Cykl ma przedstawiać upływ czasu człowieka.
W 1995 jego prace prezentowano w pawilonie polskim podczas Biennale w Wenecji.
Podczas aukcji w Sotheby’s w 2010 roku trzy prace z tego cyklu zostały kupione przez anonimowego nabywcę za 713 250 funtów. W momencie sprzedaży była to najwyższa kwota, jaką zapłacono za pracę żyjącego polskiego artysty.
Prace artysty znajdują się w kolekcjach m.in. Centrum Pompidou i Muzeum Guggenheima.

## Nagrody i odznaczenia
21 października 2009 z rąk ministra kultury i dziedzictwa narodowego Bogdana Zdrojewskiego odebrał Złoty Medal „Zasłużony Kulturze Gloria Artis”.
17 stycznia 2011 prezydent Bronisław Komorowski odznaczył go Krzyżem Kawalerskim Orderu Odrodzenia Polski.